# Sainte-Marie-Outre-l'Eau
Sainte-Marie-Outre-l'Eau è un comune francese di 83 abitanti situato nel dipartimento del Calvados nella regione della Normandia.

## Società

### Evoluzione demografica
Abitanti censiti